# شب (ترانه)
«شب» (فرانسوی: Nuit‎) تک‌آهنگی از گروه سه‌نفرهٔ فردریکس گلدمن جونز است که در سال ۱۹۹۱ میلادی منتشر شد.
این ترانه از آلبومی به نام «فردریکس گلدمن جونز» است و به‌لحاظ فروش در کشور فرانسه، موفق بود.
گلدمن اظهار داشت که نوشتن این ترانه تنها چند ساعت وقت گرفت و الهام‌بخش آن پیتر گرین بود. اشعار متن ترانه به دو زبان فرانسوی و انگلیسی (نوشته‌شده توسط مایکل جونز و اجرا توسط کارول فردریکس) است. او گفت که به این آهنگ، به‌خصوص به متن ترانه افتخار می‌کند.